# Batalla de Helike
La batalla de Helike o batalla de Ilice fue un enfrentamiento bélico ocurrido durante la conquista cartaginesa de la península ibérica. Tuvo lugar en el año 228 a. C. La situación del lugar exacto en que se desarrolló la acción es conflictiva, todo apunta a que el enfrentamiento se produjo en la zona interior del levante peninsular, siendo la más probable de sus ubicaciones la localidad de Elche de la Sierra (provincia de Albacete). En el transcurso de la acción, las tropas íberas obtuvieron la victoria y el general cartaginés Amílcar Barca falleció durante la batalla en circunstancias inciertas, pero según cuenta la leyenda una asociación de pueblos derrotó al ejército de Amílcar soltando toros con sarmientos encendidos en su testuz. Se cree que Amílcar murió por las heridas sufridas en la batalla.

## Desarrollo
Las fuerzas cartaginesas sitiaron la ciudad de Helike, en cuya ayuda acudió Orisón, caudillo oretano, junto con las tropas de otros pueblos aliados. No se sabe con certeza cómo se desarrollaron los acontecimientos. Según algunas versiones, Orisón engañó inicialmente a los cartagineses haciéndoles creer que venía como su aliado. Cuando comenzó el enfrentamiento, lanzó contra la vanguardia enemiga carros ardiendo tirados por bueyes, que lograron romper las líneas cartaginesas y facilitaron la victoria de sus tropas.